# Vườn quốc gia Kilimanjaro
Vườn quốc gia Kilimanjaro là một vườn quốc gia, nằm cách xích đạo 300 kilômét (190 mi) về phía nam gần thành phố Moshi, thuộc vùng Kilimanjaro, Tanzania. Vườn quốc gia bao gồm toàn bộ Núi Kilimanjaro, và vành đai rừng trên núi cao ở độ cao 1.820 mét (5.970 ft). Với diện tích 1.688 kilômét vuông (652 dặm vuông Anh), vườn quốc gia thuộc quyền quản lý Cơ quan Vườn quốc gia Tanzania (TANAPA). Đây là khu vực được bảo vệ tạo ra nguồn doanh thu cao thứ hai tại Tanzania, chỉ sau Khu bảo tồn Ngorongoro.

## Lịch sử
Đầu thế kỷ 20, núi Kilimanjaro và các khu rừng lân cận được chính quyền thực dân Đức tuyên bố là khu bảo tồn trò chơi. Đến năm 1921, nó được chỉ định là một khu bảo tồn rừng. Năm 1973, các ngọn núi phía trên đường cây thân gỗ ở độ cao khoảng 2.700 mét được phân loại lại như là vườn quốc gia và được mở cửa cho mọi người đến thăm vào năm 1977. Vườn quốc gia này được UNESCO công nhận là Di sản thế giới từ năm 1987. Năm 2005, vườn quốc gia được mở rộng để bao gồm toàn bộ rừng trên núi, vốn là một phần của khu bảo tồn rừng Kilimanjaro.

## Động vật
Vườn quốc gia là nơi có một số loài động vật đáng chú ý bao gồm Đa man cây, Linh dương hoẵng, Linh dương bụi rậm, Linh dương hoẵng Abbott, Voi đồng cỏ châu Phi, Trâu rừng châu Phi, Khỉ lam, Khỉ Colobus đen trắng, Vượn Galago và có thể là cả Báo châu Phi.